# 李卫宁
李卫宁（1959年10月—），男，汉族，浙江温岭人，中华人民共和国政治人物。中央党校经济管理专业毕业，在职研究生学历。第十一届全国人民代表大会浙江地区代表。

## 生平
1978年10月加入中国共产党。1979年12月参加工作。1985年毕业于浙江大学工业管理工程学系工业经济管理专业，
曾担任浙江省发展和改革委员会副主任、嘉兴市市长和市委书记。2008年起担任全国人大代表。2013年3月李卫宁任浙江省人民政府党组成员、秘书长、办公厅党组书记。2018年1月当选浙江省人大常委会副主任，直到2023年1月届满卸任。